# Anna Amelia Obermeyer

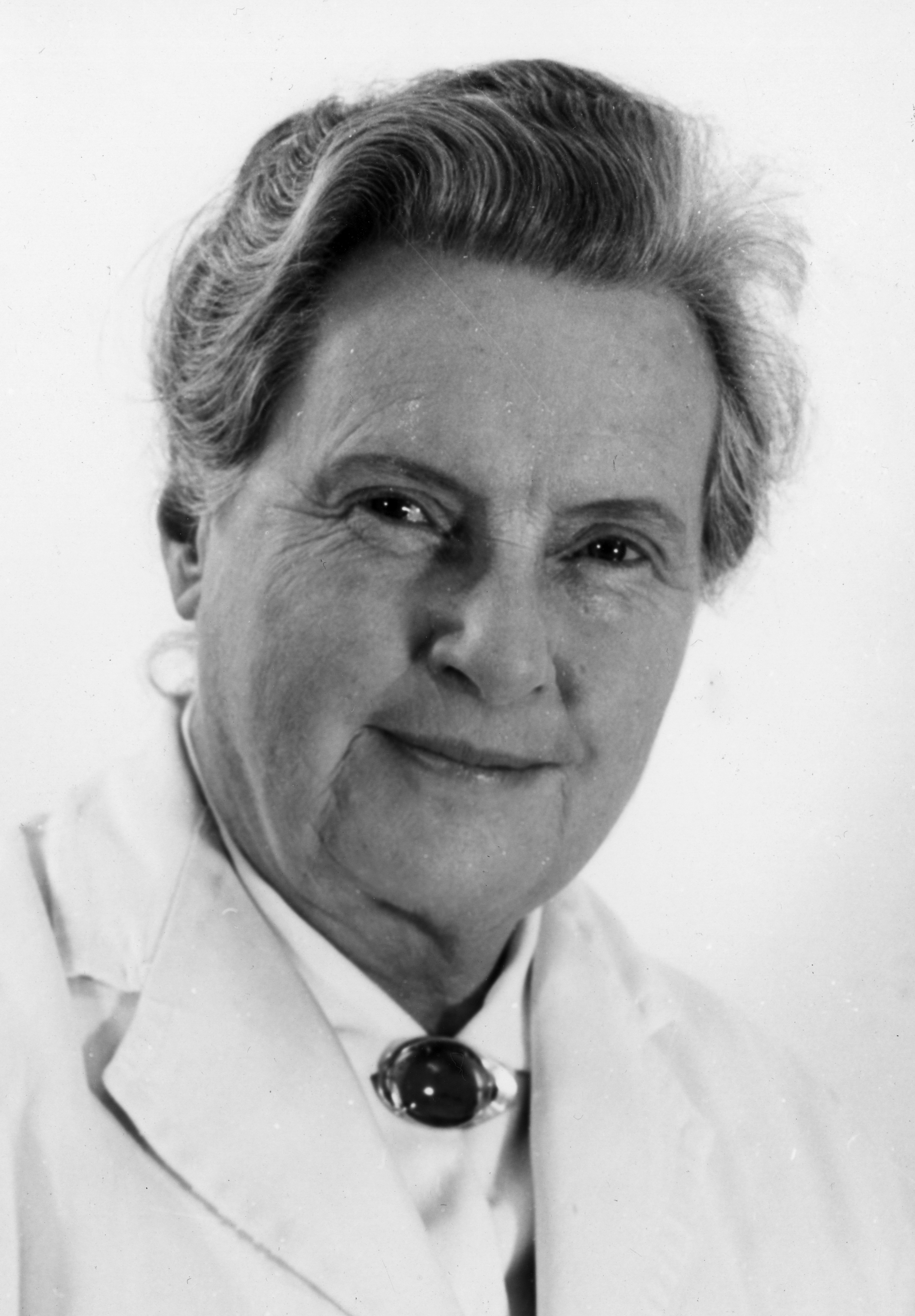
Anna Amelia Mauve

Anna Amelia Mauve, geborene Obermeyer (* 30. Juli 1907 in Pretoria, Transvaal; † 10. Oktober 2001 in Kapstadt, Südafrika) war eine südafrikanische Botanikerin. Sie katalogisierte mehr als 4000 Pflanzenexemplare aus den Regionen Kalahari und Soutpansberg und war Gründungsmitglied der South African Association of Botanists.

## Leben und Werk
Obermeyer wuchs in Pretoria auf und besuchte dort bis 1925 die Ooast Eind School. Sie studierte bei Professor Cornelis Eliza Bertus Bremekamp am Transvaal University College, der heutigen Universität Pretoria, wo sie einen Bachelor of Science und 1929 einen Master of Science erfolgreich erwarb. Von 1929 bis 1938 forschte sie als Botanikerin im Transvaal Museum und verließ ihre Arbeitsstätte, wie damals üblich, als sie 1938 den Bauingenieur Anton Mauve heiratete.
Hauptsächlich beschäftigte sie sich mit Acanthaceae, insbesondere Barleria, Blepharis und Petalidium. Sie katalogisierte eine große Sammlung von Pflanzen der Vernay-Lang-Expedition in die Kalahari und erstellte damit eine der ersten Aufzeichnungen über die Pflanzenwelt dieser Region. 1937 sammelten sie und Vivian Frederick Maynard FitzSimons einige der ersten Exemplare aus dem östlichen Hochland im damaligen Rhodesien, den heutigen Distrikten Mutare und Chipinge (Provinz Manicaland) in Simbabwe. Um diese Zeit begleitete sie auch Herold Georg Wilhelm Johannes Schweickerdt und Ines Claire Verdoorn auf einer Expedition zu dem Gebirge Soutpansberg. Sie schrieb nicht nur einen Bericht über die auf dieser Expedition gesammelten Exemplare, sondern arbeitete auch an den Sammlungen von Herbert Lang aus dem Kruger-Nationalpark.
Anna Amelia Mauve kehrte 1957 als Botanikerin an das Nationalherbarium zurück, wohin die botanischen Sammlungen des Transvaal-Museums 1953 verlegt worden waren. Sie veröffentlichte viele Beschreibungen einzelner neuer Arten, schloss die Überarbeitungen von Anthericum, Dipcadi und Lagarosiphon ab und schrieb Texte zu Bildern, die in der Zeitschrift Flowering Plants of Africa veröffentlicht wurden. Band 42 der Zeitschrift war ihrer Arbeit gewidmet, ebenso wie Volume 53, Teil 6 des South African Journal of Botany.
Auf verschiedenen Exkursionen in Südafrika und Rhodesien/Simbabwe sammelte sie mehr als 4000 Exemplare. Sie arbeitete mehr als 30 Jahre am Nationalherbarium, wurde 1984 zur leitenden Agrarforscherin befördert und ging im August 1985 in den Ruhestand.
Mehrere Pflanzenarten wurden nach ihr benannt, darunter Asparagus obermeyerae, Barleria ameliae, Blepharis obermeyerae, Hemizygia obermeyerae und Lachenalia ameliae.

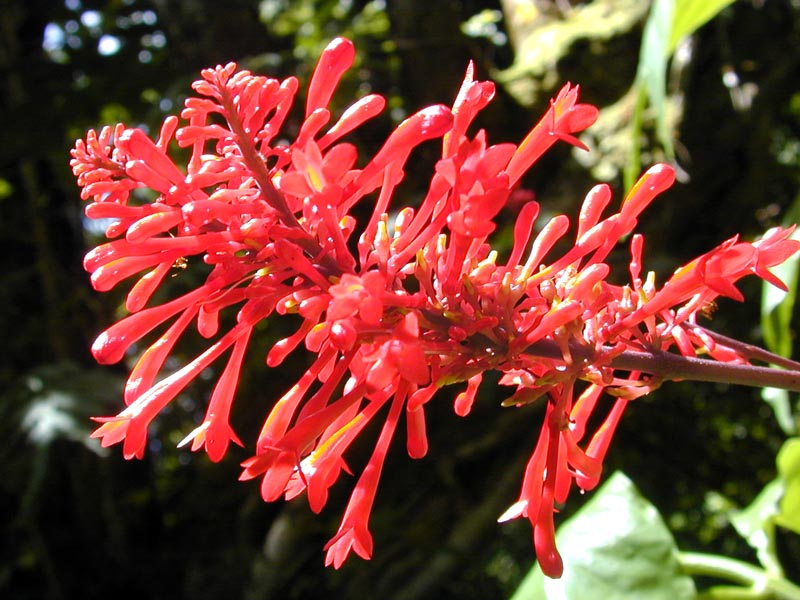
Acanthaceae
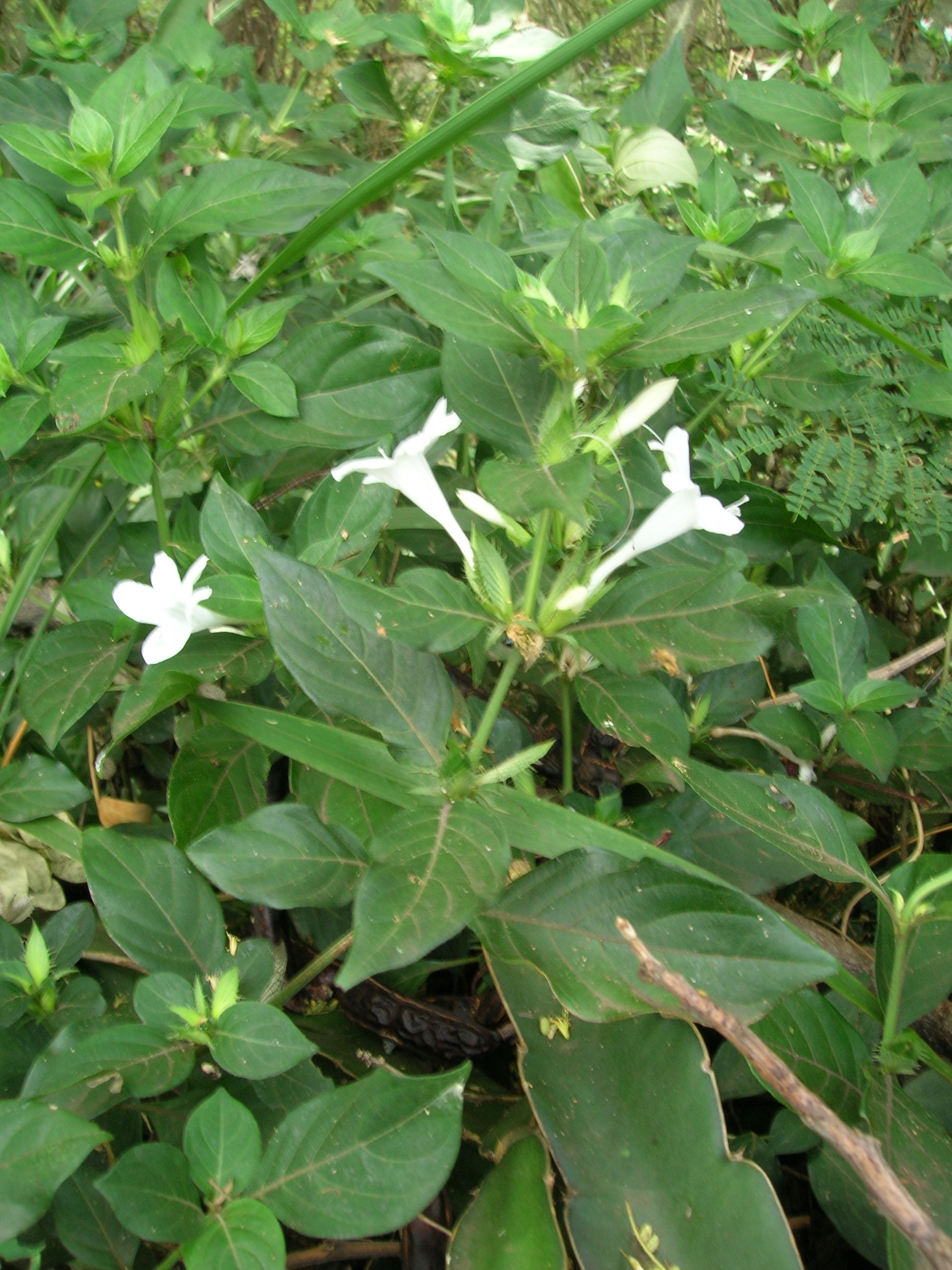
Barleria
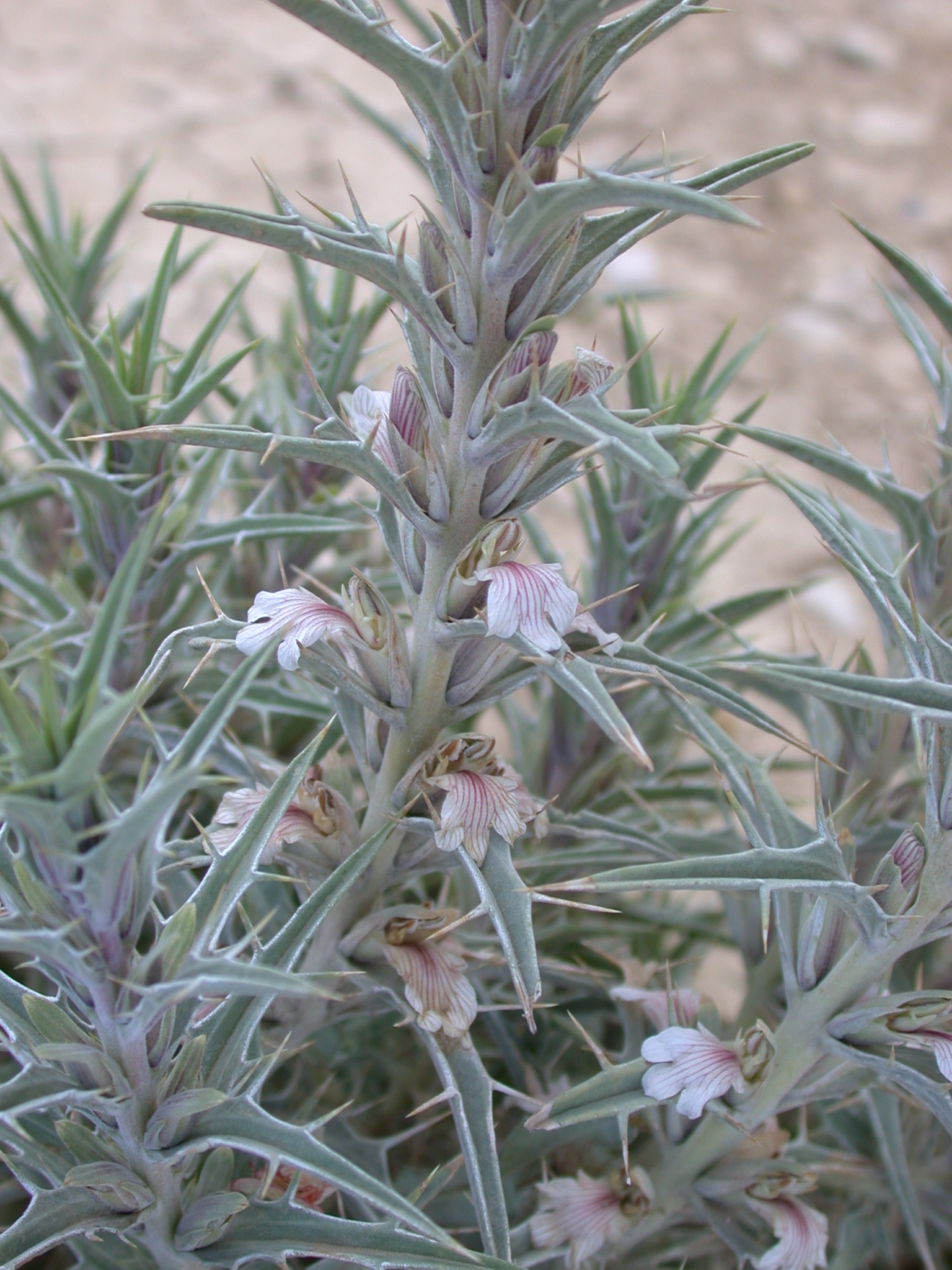
Blepharis
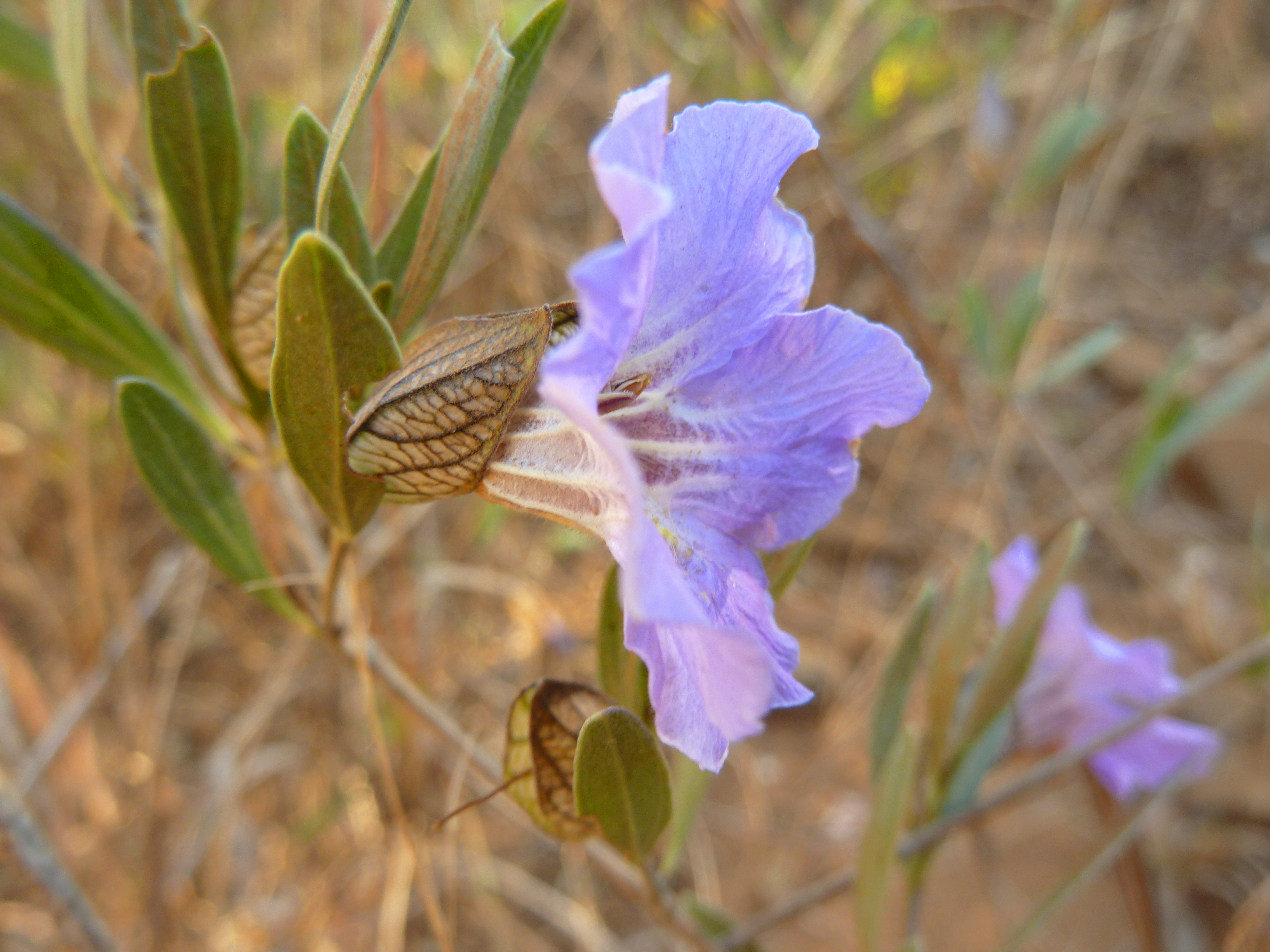
Petalidium
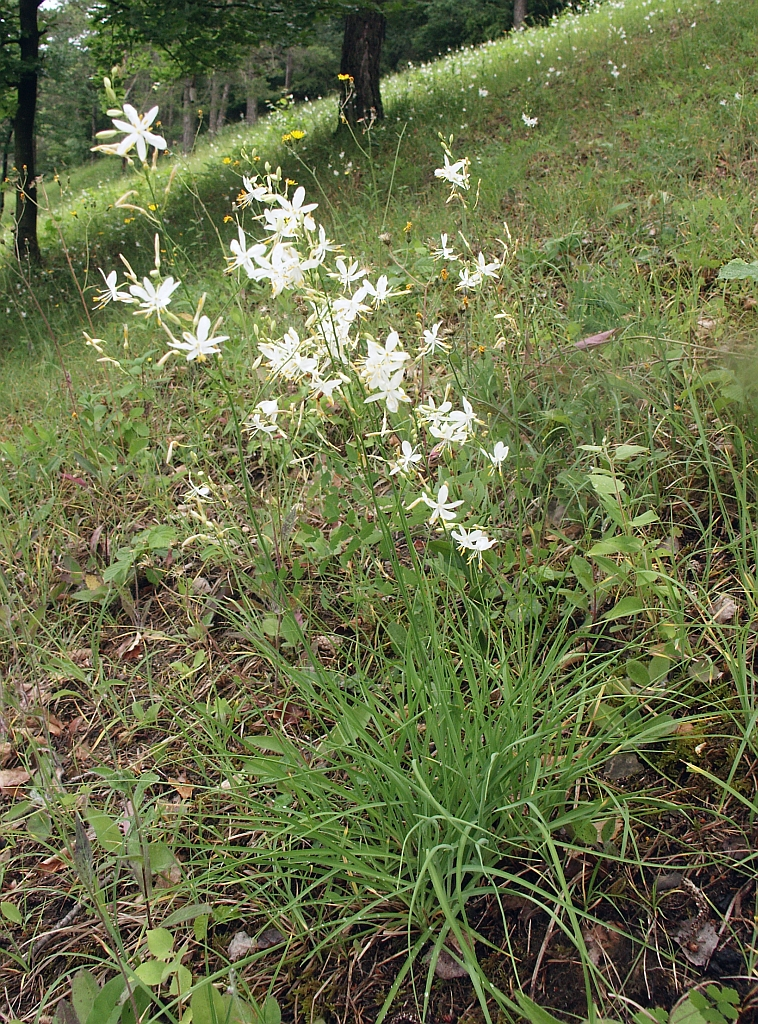
Anthericum
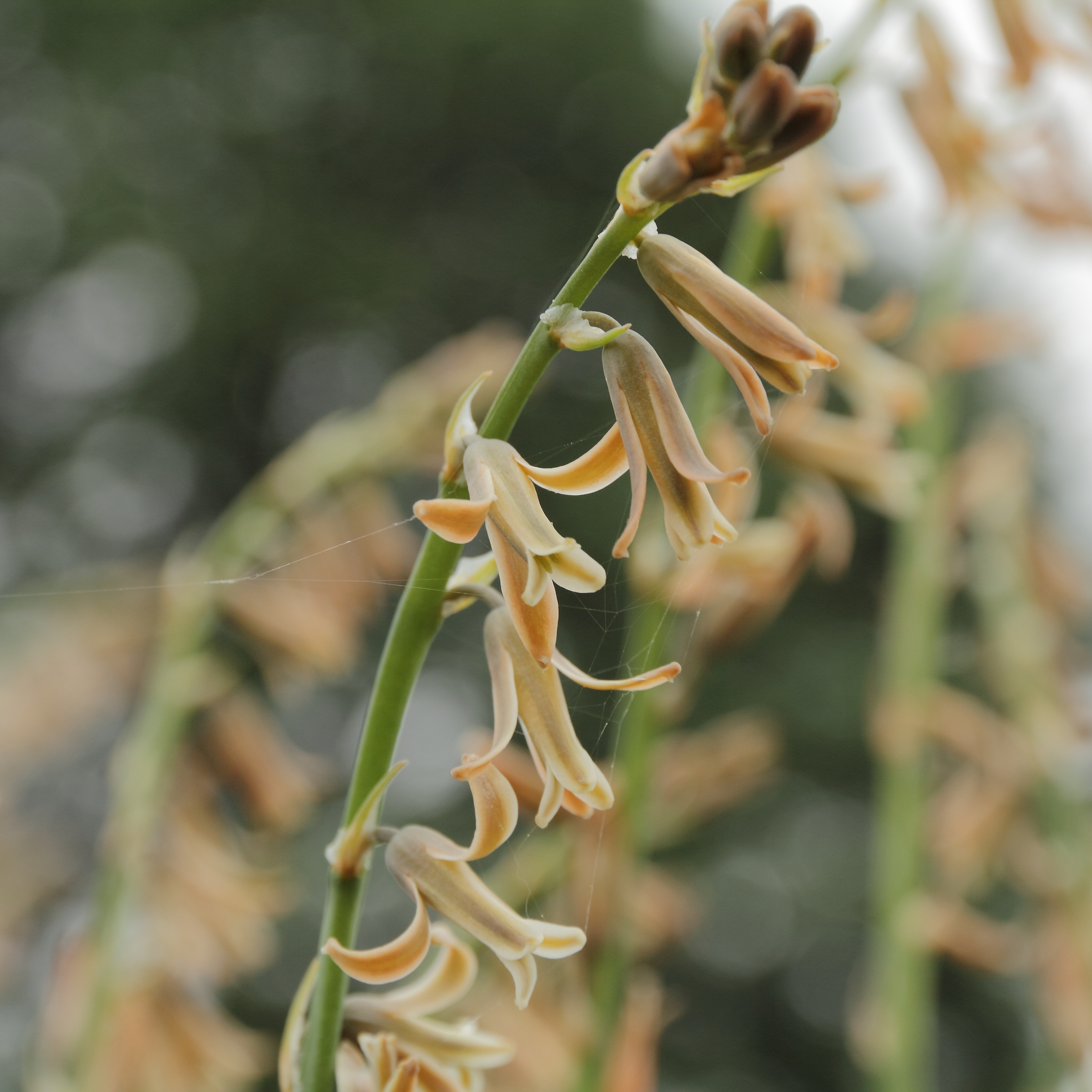
Dipcadi
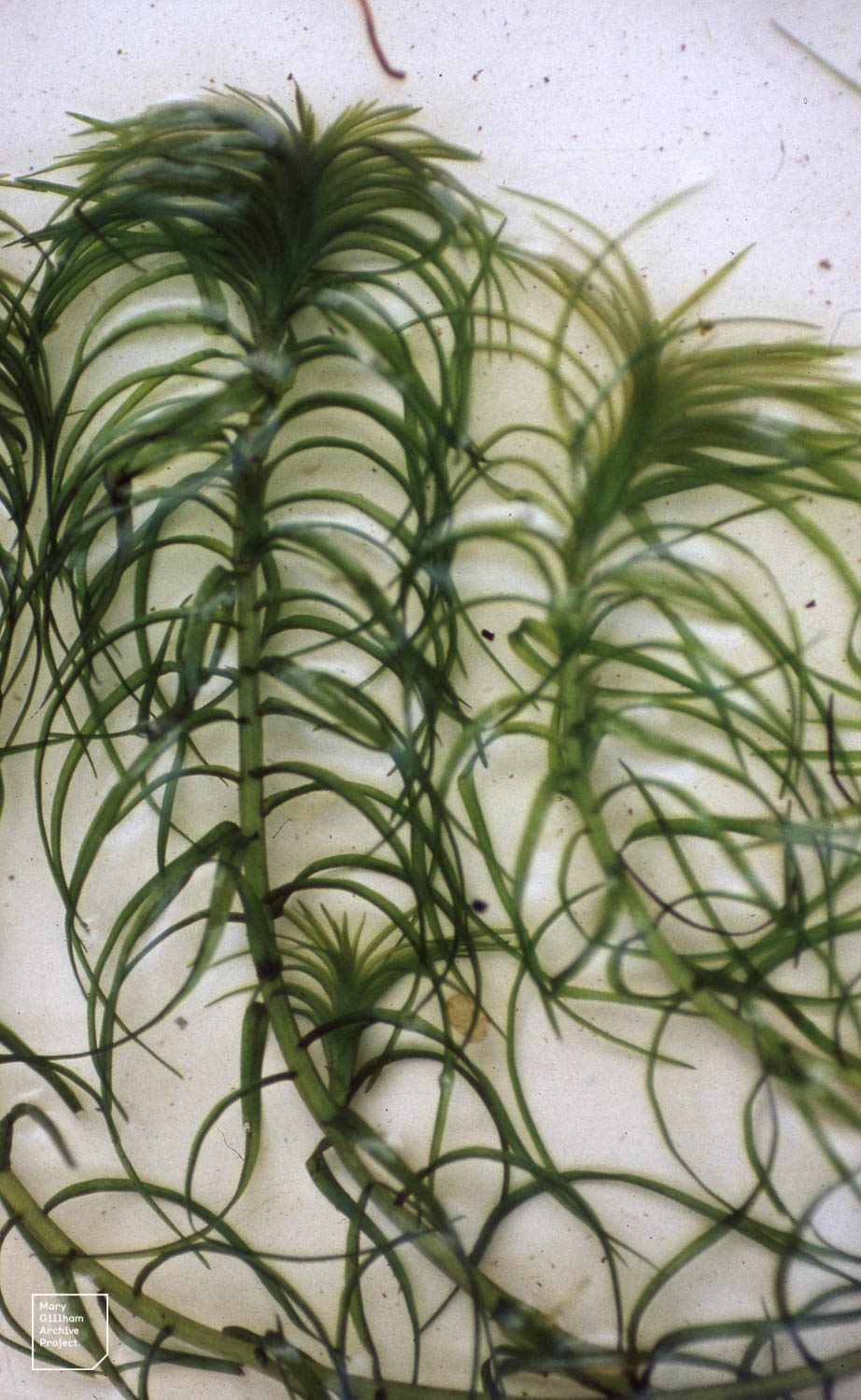
Lagarasiphon

Das Standardautorenkürzel Oberm. wird verwendet, um bei der Nennung eines botanischen Namens sie als Urheberin anzugeben.

## Mitgliedschaften
Anna Amelia Mauve war Mitglied der South African Biological Society und Herausgeberin der Zeitschrift der South African Biological Society. Sie war Gründungsmitglied der South African Association of Botanists, Mitglied der Association pour l’Étude Taxonomique de la Flore d’Afrique Tropicale (AETFAT) und Mitglied der South African Association for the Advancement of Science.

## Ehrung
- Seniorenmedaille der South African Association of Botanists (SAAB) für Botanik[3]

## Veröffentlichungen (Auswahl)
- The South African Species of Blepharis. In: Annals of the Transvaal Museum, xix (1937). S. 105–139.
- mit R. G. Strey: A new species of Raphia from northern Zululand and southern Mozambique. In: Bothalia, 10 (1969), S. 29–37.
- mit P. C. V. Du Toit: Ochnaceae. S. 1–13. In: J. H. Ross (Hrsg.): Flora of Southern Africa. Vol. 22. Botanical Research Institute, Department of Agriculture Technical Services, Pretoria 1976, ISBN 0-621-02870-3.
- Ornithogalum: A revision of the southern African species. In: Bothalia, 12 (3), 1978, S. 323–376.